# Лагенандра
Лагенандра (Lagenandra) — рід тропічних трав'янистих земноводних рослин родини кліщинцеві (Araceae). Рослини роду використовуються в акваріумістиці.

## Опис
Зустрічається в тропічній та субтропічній Азії: Індія, Бангладеш, Шрі-Ланка. Рід містить 16 видів.
Рослина має товсте повзуче кореневище; листові пластинки прості, від яйцеподібних до майже лінійчастих, мають добре помітні жилки. Квітки одностатеві.

## В акваріумістиці
Лагенандри є популярним об'єктом утримання в прісноводних акваріумах, окремі види мають хороші декоративні якості, але слід зважати, що постійного затоплення рослини не витримують.